# Cristóvão Guerreiro Norte
Cristóvão Guerreiro Norte (Almancil, Loulé, 11 de Abril de 1938 — Quarteira, Loulé, 28 de Novembro de 2016), foi um advogado e político português. Destacou-se principalmente pela sua carreira política, tendo fundado a delegação distrital do Partido Social Democrata no Algarve, e sido deputado na Assembleia da República durante cerca de 16 anos.

## Biografia

### Nascimento e formação
Cristóvão Guerreiro Norte nasceu em Almancil em 11 de Abril de 1938. Filho de uma família de classe baixa, após a morte do seu pai, ainda na infância, teve de abandonar os estudos após concluir o ensino primário e começar a trabalhar na agricultura. Retomou depois os estudos, tendo ingressado na Universidade de Coimbra, onde se licenciou em direito.

### Carreira política e profissional
Cristóvão Guerreiro Norte trabalhou como delegado do Procurador-Geral da República, e foi conservador do registo em várias comarcas do Algarve.
Fundou a delegação do Algarve do Partido Social Democrata, tendo sido o seu cabeça de lista, e o único eleito do Partido Popular Democrático pelo círculo de Faro nas eleições à Assembleia Constituinte, em 1975, as primeiras após a Revolução de 25 de Abril de 1974. Exerceu como deputado na Assembleia da República entre 1975 e 1991. Participou nas I, II, III, IV e V Legislaturas, sempre pelo Círculo de Faro. Durante o seu mandato como deputado, foi responsável por diversos projectos de lei, incluindo a elevação de Quarteira a vila em 1984, e a criação da Universidade do Algarve, em conjunto com José Vitorino. Exerceu igualmente como deputado municipal em Faro, tendo sido vereador da Câmara Municipal entre 1997 e 2001, e presidente da delegação de Faro do Partido Social Democrata durante cerca de 21 anos.
Em 2015, tornou-se deputado honorário da Assembleia da República.
Também dirigiu uma publicação regional no Algarve, e escreveu uma monografia de Almancil.

### Falecimento e homenagens
Faleceu em 28 de Novembro de 2016, na vila de Quarteira, onde viveu durante mais de duas décadas. Era pai de Cristóvão Norte, igualmente deputado do Partido Social Democrata.
Após o seu falecimento, a delegação de Faro do Partido Social Democrata decretou luto durante três dias, e emitiu um comunicado onde o considerou como uma das principais figuras políticas no Algarve após a Revolução de 25 de Abril de 1974.
Em Junho de 2019, foi aprovada a atribuição do nome de Cristóvão Guerreiro Norte à toponímia da freguesia de Quarteira.